# West Milwaukee
West Milwaukee ist ein Village in der Metropolregion Milwaukee im US-Bundesstaat Wisconsin. Bei der Volkszählung im Jahr 2020 betrug die Einwohnerzahl 4.114. Es ist eine vorwiegend von Bürgern der unteren Mittelklasse, den in den USA sogenannten blue-collar-workers bewohnte Siedlung.

## Geografie
Nachbarstädte von West Milwaukee sind Milwaukee im Norden, Osten und Südosten, West Allis im Westen und Greenfield im Süden. Mit allen Orten geht das Siedlungsgebiet von West Milwaukee nahtlos ineinander über.

## Demographische Daten
Nach dem United States Census Bureau, hat die Gemeinde eine Gesamtfläche von 1,1 Quadratmeilen (2,9 km²), alles Landfläche. Laut der Volkszählung 2000 gab es 4.201 Einwohner, 2.059 Haushalte und 891 Familien in der Gemeinde. Die Einwohnerdichte betrug 1.435,4/km². Die 2.197 Wohneinheiten hatten eine durchschnittliche Besiedlungsdichte von 750,7/km². Die ethnische Zusammensetzung des Ortes bestand aus 83,58 % Weißen, 3,50 % Afroamerikaner, 1,55 % Indianer, 2,55 % Asiaten, 0,07 % Pacific Islander (Hawaiier u. ä.), 5,86 % anderer Herkunft, 2,90 % gaben zwei oder mehrere Rassen als Herkunft an. Hispanics beziehungsweise Latinos jeglicher Rasse waren 12,00 % der Bevölkerung.
Von den 2,059 Haushalten hatten 22,0 % Kinder & Jugendliche unter 18 mit im Haushalt leben, 27,5 % waren verheiratete, zusammenlebende Ehepaare, 10,5 % alleinerziehende Mütter. 56,7 % waren andere Lebensgemeinschaften wie unverheiratete Paare etc. 46,1 % waren Singlehaushalte, wovon 13,4 % älter als 65 Jahre waren. Der Durchschnittshaushalt bestand aus 2,03 Personen, die durchschnittliche Familiengröße betrug 2,96 Personen. Die Altersverteilung war 20,8 % unter 18 Jahren, 10,3 % von 18 bis 24, 34,8 % von 25 bis 44, 20,2 % von 45 bis 64 und 13,9 % 65 Jahre und mehr. Das Durchschnittsalter betrug 36 Jahre. Das durchschnittliche Haushaltseinkommen betrug 35.250 $, das Durchschnittseinkommen einer Familie 43.036 $. Männer hatten einen Durchschnittslohn von 34.135 $ gegenüber 23.234 $ bei Frauen. Das durchschnittliche Pro-Kopf-Einkommen betrug 18.396 $/Jahr. 7,5 % der Familien und 11,6 % der Gesamtbevölkerung lebten unterhalb der Armutsgrenze. Davon waren 9,1 % unter 18 Jahren und 23,0 % älter als 65 Jahre.